# Британская ассоциация ската
Британская ассоциация ската (англ. British Skat Association; BSA) — спортивная организация основанная в 2001 году для «продвижения игры на скат в Великобритании». Скат — национальная карточная игра Германии, но в неё играют на международном уровне под эгидой Международной ассоциации игроков в скат, и считается одной из лучших и самых интересных карточных игр для трех игроков, и «королём карточных игр Германии».

## Организация
Британская ассоциация ската была основана в 2001 году на турнире по скату, проходившем в Оксфорде и организованном Дэвидом Парлеттом, Джоном Маклеодом и Ником Уэддом. BSA проводит несколько турниров каждый год, в том числе ежегодный турнир в Лондоне, и планирует в конечном итоге присоединиться к Международной ассоциации игроков в скат и участвовать на международном уровне. В разных странах играют в несколько форм ската; BSA придерживается стандартной немецкой версии игры. На веб-сайте организации также размещена английская версия правил, переведенная Дэвидом Парлеттом.
Нынешние должностные лица BSA:
- Президент: Дэвид Парлетт
- Секретарь: Джон Маклеод
- Казначей: Ник Уэдд и Майк Тобиас